# Мария Фридерика фон Хесен-Касел
Мария Фридерика фон Хесен-Касел (на немски: Marie Friederike von Hessen-Kassel; * 14 септември 1768 в Ханау; † 17 април 1839 в Ханау) е принцеса от Хесен-Касел и чрез женитба княгиня на Анхалт-Бернбург (1796 – 1817).
Тя е дъщеря на ландграф и по-късен курфюрст Вилхелм IX/I фон Хесен-Касел (1743 – 1821) и принцеса Вилхелмина Каролина Олденбург Датска (1747 – 1820), дъщеря на датския крал Фредерик V. 
Мария Фридерика се омъжва на 29 ноември 1794 г. в Касел за княз (от 1807: херцог) Алексиус Фридрих фон Анхалт-Бернбург (1767 – 1834). Малко след женитбата тя се разболява душевно и децата наследяват нейната болест. Двамата се развеждат на 6 август 1817 г.
Тя умира на 17 април 1839 г. на 70 години и е погребана в гробницата в църквата Мария в Ханау. 

## Деца
Мария Фридерика и Алексиус Фридрих фон Анхалт-Бернбург имат децата:
- Катарина Вилхелмина (*/† 1796)
- Луиза (1799 – 1882)

∞ 1817 принц Фридрих Вилхелм Лудвиг фон Прусия (1794 – 1863), син на Фридрих Лудвиг Карл фон Прусия
- Фридрих Амадеус (*/† 1801)
- Александер Карл (1805 – 1863), херцог на Анхалт-Бернбург

∞ 1834 принцеса Фридерика фон Шлезвиг-Холщайн-Зондербург-Глюксбург (1811 – 1902).